# 大田紳一郎
大田 紳一郎（おおた しんいちろう、1967年8月2日 - ）は、日本のミュージシャン、ギタリスト。doaのメンバーであり、B'zのサポートメンバーを務めた経歴も持つ。愛媛県出身。愛媛県立宇和島東高等学校卒業。

## 来歴
- 1992年 -Beingの BADオーディション合格後、BAADを結成。
- 1993年 - 「どんな時でもHold Me Tight」でデビュー。
- 1999年 - BAAD解散。
- 1999年 - 元BAADの新井康徳とともにRad Hammerを結成する。
- 2003年 - 「B'z LIVE-GYM 2003 "BIG MACHINE"」にB'zのサポートメンバーとして初参加。（担当・ギター・コーラス）
- 2004年 - ZARD「What a beautiful moment Tour」にZARDのサポートメンバーとして初参加。（担当：ギター・コーラス）
- 2004年 - 徳永暁人、吉本大樹と、doaを結成。
- 2004年 - 「Inaba Koshi LIVE 2004 〜en〜」に稲葉浩志のサポートメンバーとして参加。（担当：コーラス）
- 2005年 - 「B'z LIVE-GYM 2005 "CIRCLE OF ROCK"」にB'zのサポートメンバーとして参加。（担当：ギター・コーラス）
- 2006年 - 上木彩矢のファーストフルアルバム「Secret Code」内「Believe in YOU」にて、作曲家デビュー（ただし自身が所属したBAADでは多くの作曲も手がけていた）。
- 2006年 - 「B'z LIVE-GYM 2006 "MONSTER'S GARAGE"」にB'zのサポートメンバーとして参加。（担当：ギター・コーラス）
- 2007年 - 「B'z SHOWCASE 2007 -19-」にB'zのサポートメンバーとして参加。（担当：ギター・コーラス）
- 2007年 - 「ZARD What a beautiful memory Tour」にZARDのサポートメンバーとして参加。（担当：ギター・コーラス）
- 2007年 - 「B'z SHOWCASE 2007 -B'z In Your Town-」にB'zのサポートメンバーとして参加。（担当：ギター・コーラス）
- 2008年 - 「ZARD What a beautiful memory Tour 2008」にZARDのサポートメンバーとして参加。（担当：ギター・コーラス）
- 2008年 - 「B'z LIVE-GYM 2008 "ACTION"」にB'zのサポートメンバーとして参加。（担当：ギター・コーラス）
- 2008年 - 「B'z LIVE-GYM Pleasure 2008 -GLORY DAYS-」にB'zのサポートメンバーとして参加。（担当：ギター・コーラス）
- 2009年 - 「ZARD What a beautiful memory 2009」にZARDのサポートメンバーとして参加。（担当：ギター・コーラス）
- 2011年 - 「ZARD What a beautiful memory -forever you-」にZARDのサポートメンバーとして参加。（担当：ギター・コーラス）
- 2016年 - 「ZARD What a beautiful memory ～25th Anniversary～」にZARDのサポートメンバーとして参加。（担当：ギター・コーラス）
- 2024年 - doaを解散。
- 2025年 - 吉本との新ユニット『SO×DY（ソディー）』の結成を発表[1]。

## 人物
- 大田は、T-BOLAN、WANDS、高岡亜衣などのレコーディングのコーラスに参加している。B'z、ZARDのライブでは、サポートギタリスト、コーラスを担当。また、2004年のB'zの稲葉浩志のソロライブ〜en〜では、徳永暁人とコーラスで参加した。
- テレビ朝日系「MUSIC STATION」などでは、B'zのサポートギタリストとコーラスとして登場したこともある。
- B'zやZARD以外にも上木彩矢のライブにもバックバンド(ギター、コーラス担当)で参加したことがある。
- doa内で作曲を担当した作品はなく作詞のみだが、BAAD時代は作曲を担当しており、また上木彩矢「Believe in YOU」への楽曲提供もしている。
- 身長180cm。血液型はB型。

## 使用しているギター
- ギブソン・レスポール スタンダード ヘリテイジ 80'S（メインギター）
- エピフォン・エリート タックバースト（B'zのサポート時にサブギターとして使用）
- ギブソン・ハミングバード チェリーサンバースト
- ギブソン J-50
- Ibanez EW20ASE-NT
- L-Yairi 200BL
- マーティン D-45

## ソロライブ
doa結成以降、ソロライブを行っている。内容は主に、doaの自作詞曲・リード曲、ボン・ジョヴィのカバー等。
- 2006年：「OHTA　NIGHT　みんな来NIGHT」（全1公演）
- 2006年：「OHTA　NIGHT2」（全2公演）
- 2009年：「帰ってきた OHTA NIGHT 0904」（全2公演）
- 2010年：「 "I am a singin' man" in Beer Garden！」（全1公演）
- 2010年：「"I am a singin' man"」（全3公演）
- 2011年：「I am a singin' man in Beer Garden」（全1公演）
- 2012年：「Singin'man's NIGHT」（全3公演）
- 2012年：「Singin'man's NIGHT "The Bandwagon」（全4公演）
- 2013年：「Singin' man's "The Bandwagon" 2013」（全4公演）
- 2014年：「Singin' man's "The Bandwagon" 2014」（全6公演）
- 2015年：「Singin' man's "The Bandwagon" 2015」（全4公演）
- 2015年：「Singin'man's“The Bandwagon”2015 ～年末だよ！全員集合～」（全1公演）
- 2016年：「Singin'man's“The Bandwagon”2016」（全5公演）
- 2017年：「大田紳一郎 Acoustic Live “I am a singin' man” 2017」（全4公演）
- 2017年：「Singin' man's "The Bandwagon" 2017」（全5公演）
- 2018年：「Singin' man's "The Bandwagon" 2018」（全2公演）
- 2019年：「Singin'man's “The Bandwagon” 2019」（全6公演）

## レコーディング参加
- 稲葉浩志「Peace Of Mind」
- GARNET CROW「Doing all right」
- 上木彩矢「Believe in YOU」「世界中の誰もが」「明日のために （AL ver.）」「YOU&ME」「Tears」

「眠っていた気持ち 眠っていたココロ（AL ver.）」「Forever More」「youthful diary （AL ver.）」
「ミセカケのI Love you （AL ver.）」
- 北原愛子「TANGO」
- ZARD「Don't you see!」「遠い星を数えて」「君とのDistance」「止まっていた時計が今動き出した」など96年以降多数
- 三枝夕夏 IN db「いつも心に太陽を」「飛び立てない私にあなたが翼をくれた」『U-ka saegusa IN db IV 〜クリスタルな季節に魅せられて〜』
- 高岡亜衣「想い出の夏が来る」「あなたのココロ晴れますように」
- ZYYG,REV,ZARD&WANDS featuring 長嶋茂雄「果てしない夢を」
- Sensation「パラシュートが開かない」
- TWINZER「Anytown U.S.A」
- TMG「OH JAPAN 〜OUR TIME IS NOW〜」
- T-BOLAN「びしょ濡れの優しさの中」「Only Lonely Crazy Heart」
- 七緒香「はじまりのうた/嘘（コーラスで参加）」
- B'z「さまよえる蒼い弾丸」「OCEAN」アルバム「MONSTER」「HOMETOWN BOYS' MARCH」「トラベリンメンのテーマ」
- PINC INC「もっとキミ色に染まりたい」
- WANDS「君にもどれない」「君が欲しくてたまらない 〜WANDS Version〜」「Brand New Love」「Please tell me Jesus」
- 倉木麻衣「負けないで」
- SARD UNDERGROUNDアルバム「日の名残り」